# هیولا (فیلم ۱۹۷۷)
هیولا (ایتالیایی: Il mostro) یک فیلم دلهره‌آور به کارگردانی لوئیجی زامپا است که در سال ۱۹۷۷ منتشر شد.

## بازیگران
- جانی دورلی
- سیدنی رم
- اوراتسیو اورلاندو
- رناتو اسکارپا
- جانریکو تدسکی
- کلارا کولوسیمو
- آنجلیکا ایپولیتو
- رنتسو پالمر
- کارلو رئالی
- رنتسو رینالدی